# Gorges de la Dourbie et causses avoisinants
Gorges de la Dourbie et causses avoisinants este o arie protejată (arie de protecție specială avifaunistică — SPA) din Franța întinsă pe o suprafață de 28.057 ha, integral pe uscat.

## Localizare
Centrul sitului Gorges de la Dourbie et causses avoisinants este situat la coordonatele 44°04′11″N 3°16′25″E / 44.06972°N 3.27361°E.

## Înființare
Situl Gorges de la Dourbie et causses avoisinants a fost declarat arie de protecție specială avifaunistică în baza directivei 79/409 din 1979 referitoare la conservarea păsărilor sălbatice pentru a proteja 23 de specii de animale.

## Biodiversitate
Situată în ecoregiunea mediteraneană, aria protejată nu include niciun habitat protejat.
La baza desemnării sitului se află mai multe specii protejate de  păsări (23): vulturul negru (Aegypius monachus), fâsă-de-câmp (Anthus campestris), acvilă de munte (Aquila chrysaetos), buha (Bubo bubo), pasărea ogorului (Burhinus oedicnemus), caprimulg (Caprimulgus europaeus), șerpar (Circaetus gallicus), erete vânăt (Circus cyaneus), erete cenușiu (Circus pygargus), ciocănitoare neagră (Dryocopus martius), presură de grădină (Emberiza hortulana), șoim călător (Falco peregrinus), zăgan (Gypaetus barbatus), vulturul pleșuv sur (Gyps fulvus), acvilă pitică (Hieraaetus pennatus), sfrâncioc roșiatic (Lanius collurio), ciocârlie de pădure (Lullula arborea), gaia neagră (Milvus migrans), gaia roșie (Milvus milvus), vultur egiptean (Neophron percnopterus), viespar (Pernis apivorus), Pyrrhocorax pyrrhocorax, silvie de tufiș (Sylvia undata).